# Маринкі (Підляське воєводство)
Маринкі (пол. Marynki) — село в Польщі, у гміні Посвентне Білостоцького повіту Підляського воєводства.
Населення — 95 осіб (2011).
У 1975-1998 роках село належало до Білостоцького воєводства.

## Демографія
Демографічна структура станом на 31 березня 2011 року:
|          | Загалом | Допрацездатний вік | Працездатний вік | Постпрацездатний вік |
| -------- | ------- | ------------------ | ---------------- | -------------------- |
| Чоловіки | 46      | 9                  | 29               | 8                    |
| Жінки    | 49      | 13                 | 22               | 14                   |
| Разом    | 95      | 22                 | 51               | 22                   |